# Vittorio Feltri
Vittorio Feltri, né le 25 juin 1943 à Bergame, est un journaliste, écrivain et homme politique italien.
Il a notamment été directeur de L'Indipendente de 1992 à 1994, puis de Il Giornale de 1994 à 1997 puis de 2009 à 2010 et de Libero qu'il a fondé, de 2000 à 2009 et en 2011.
Le 28 janvier 2015, Vittorio Feltri est désigné candidat à la présidence de la République italienne par les Frères d'Italie et la Ligue du Nord ; il recueille 49 voix au premier tour, 51 voix au deuxième, 56 voix au troisième et 46 au quatrième et dernier tour de scrutin.
Il est élu au conseil régional de Lombardie le 13 février 2023 sous l’étiquette Frères d'Italie.

## Propos polémiques
Il critique Asia Argento dans son rôle dans l'affaire Harvey Weinstein, indiquant que l'agression sexuelle qu'elle a subie était forcément consentie, et qu'elle devrait en éprouver de la gratitude envers Weinstein.
En mars 2023, quelques jours après le naufrage d'une embarcation de migrants ayant provoqué la noyade d'une centaine de personnes, il déclare : « Aux extracommunautaires, je rappelle un vieux dicton italien : partir, c’est mourir un peu. Restez chez vous ».